# Adivina 2/3 del promedio
En la teoría de juegos, adivinar 2/3 del promedio es un juego en el que varias personas proponen un número que ellos consideran será 2/3 del promedio de las conjeturas de todos los que participan, y donde los números pueden estarn restringidos a los números reales o bien entre 0 y 100. El ganador es el que está más cerca del promedio de 2/3.

## Análisis de equilibrio
En este juego no hay una estrategia estrictamente dominante. Sin embargo, existe un equilibrio de Nash de estrategia pura única. Este equilibrio se puede encontrar mediante la eliminación iterada de estrategias débilmente dominadas. Adivinando cualquier número que se encuentre por encima de 66 está débilmente dominado para cada jugador, ya que no puede ser 2/3  del promedio de cualquier conjetura. Estos pueden ser eliminados. Una vez que estas estrategias se eliminan para cada jugador, cualquier conjetura por encima de 44 (4/9) está débilmente dominado para cada jugador ya que ningún jugador adivinará por encima de 2/3 de 66, que es 44 (4/9).  Este proceso continuará hasta que todos los números por encima de 0 hayan sido eliminados.
Esta degeneración no ocurre de la misma manera si las opciones están restringidas a, por ejemplo, los números enteros entre 0 y 100. En este caso, todos los enteros excepto 0 y 1 desaparecen; resulta ventajoso seleccionar 0 si uno espera que al menos 1/4 de todos los jugadores lo hagan, y 1 en caso contrario. (De esta forma, es una versión desequilibrada del llamado "juego de consenso", donde se gana por ser mayoría).

### Resultados experimentales
Este juego es una demostración común en las clases de teoría de juegos, donde incluso los estudiantes de posgrado de economía no pueden adivinar 0. Cuando se realiza entre personas ordinarias, generalmente se encuentra que el ganador es mucho mayor que 0, por ejemplo, 21.6 fue el valor ganador en una gran competencia basada en Internet organizada por el periódico danés Politiken. Esto incluyó a 19,196 personas y un premio de 5000 coronas danesas.

## Racionalidad versus conocimiento común de la racionalidad
Este juego ilustra la diferencia entre la racionalidad perfecta de un actor y el conocimiento común de la racionalidad de todos los jugadores. Incluso los jugadores perfectamente racionales que jueguen en un juego así no deberían adivinar 0 a menos que sepan que los otros jugadores también son racionales y que la racionalidad de todos los jugadores es de conocimiento común. Si un jugador racional cree razonablemente que otros jugadores no seguirán la cadena de eliminación descrita anteriormente, sería racional que adivine un número por encima de 0.
Podemos suponer que todos los jugadores son racionales, pero no tienen un conocimiento común de la racionalidad del otro. Incluso en este caso, no se requiere que cada jugador adivine 0, ya que pueden esperar que los demás se comporten irracionalmente.